# Valea Vadului, Cluj
Valea Vadului (în maghiară Vadpatak) este un sat în comuna Iara din județul Cluj, Transilvania, România.
Satul Valea Vadului nu apare pe Harta Iosefină a Transilvaniei din 1769-1773 (Sectio 108).

## Istoric
Satul are o vechime de peste două secole, primii locuitori s-au ocupat vreme îndelungată cu cărbunăritul.

## Date geografice
Altitudinea medie: 671 m.

## Imagini

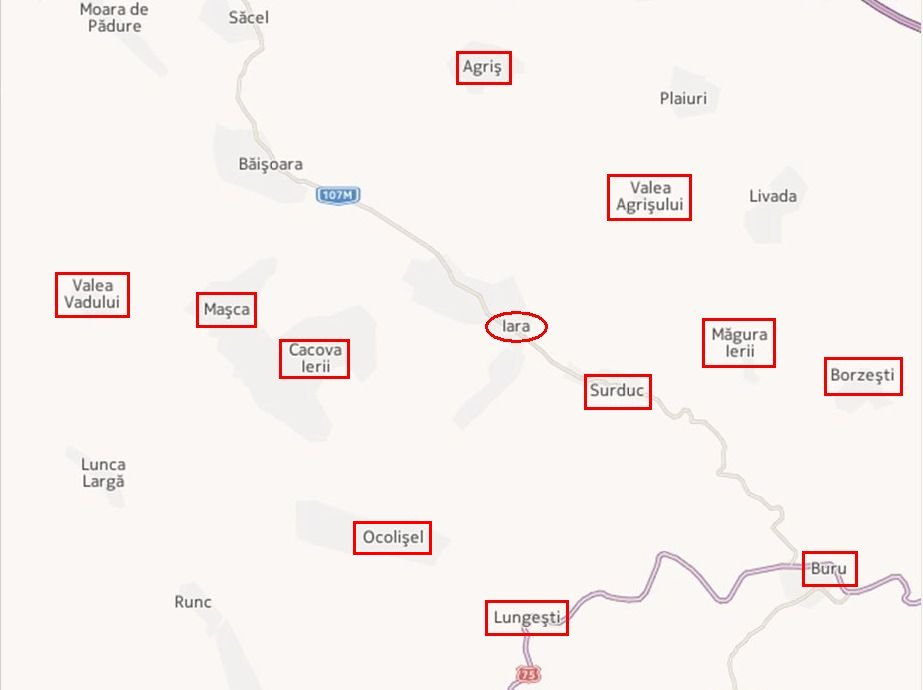
Comuna Iara și satele componente
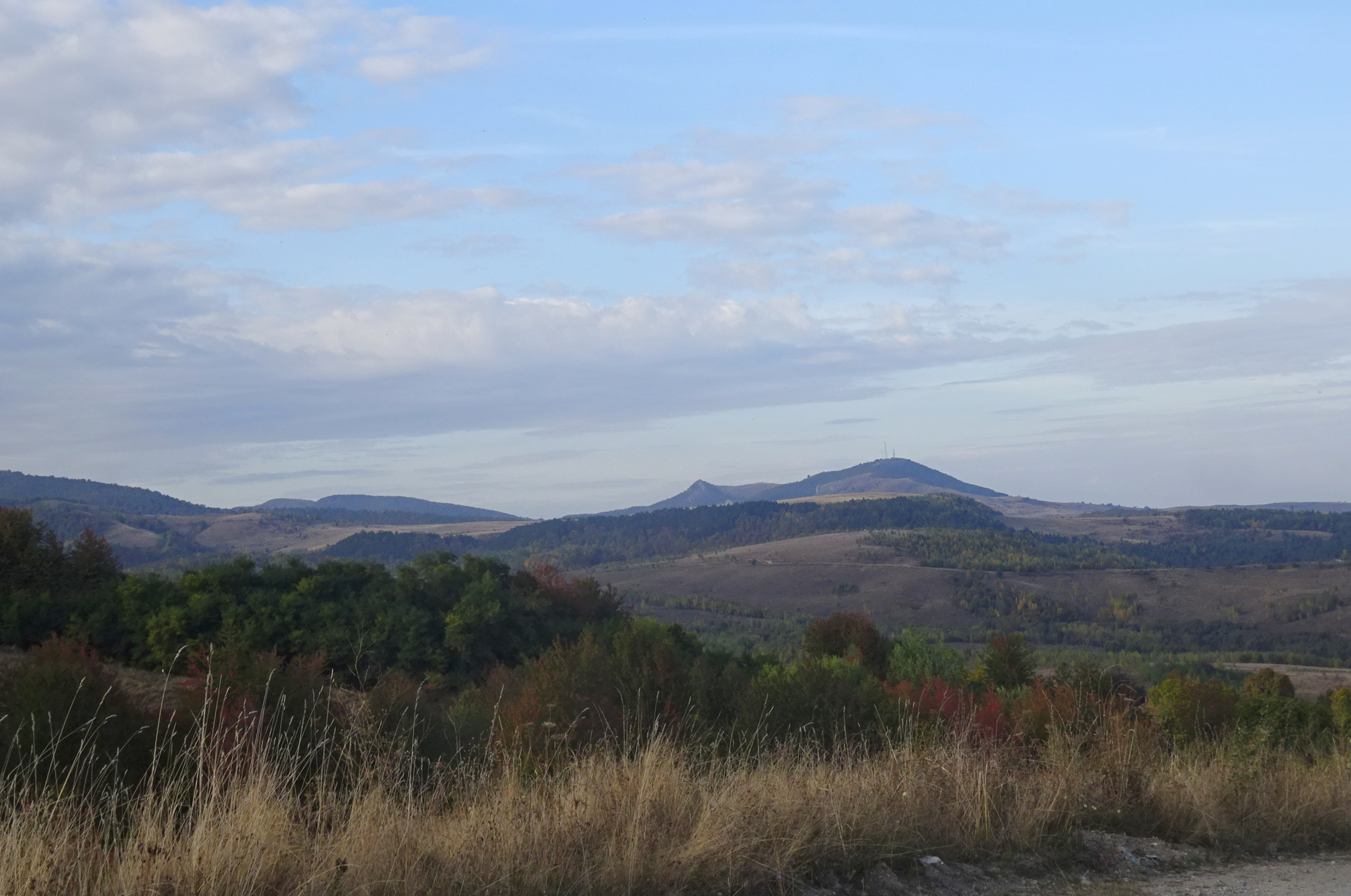
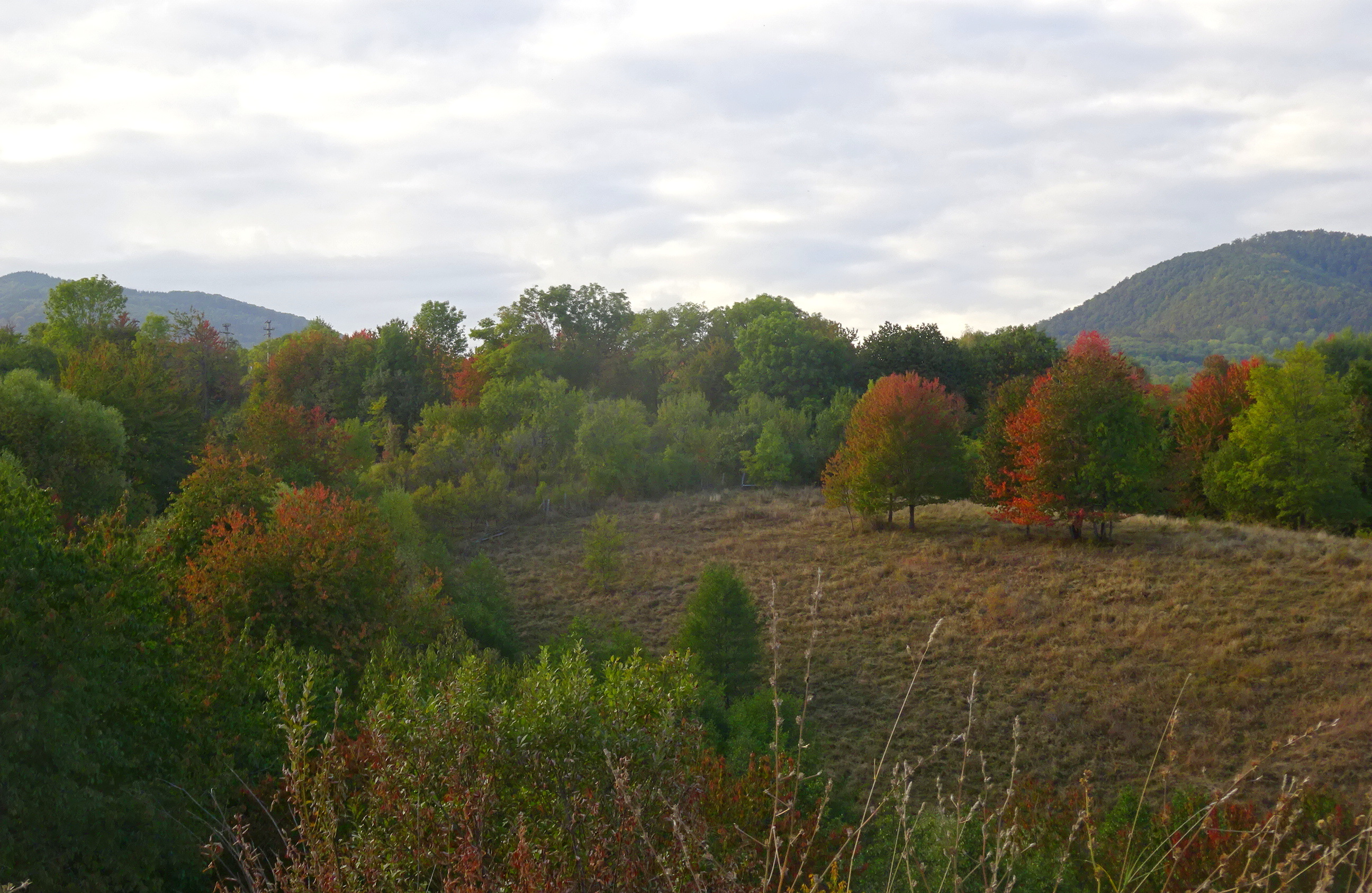
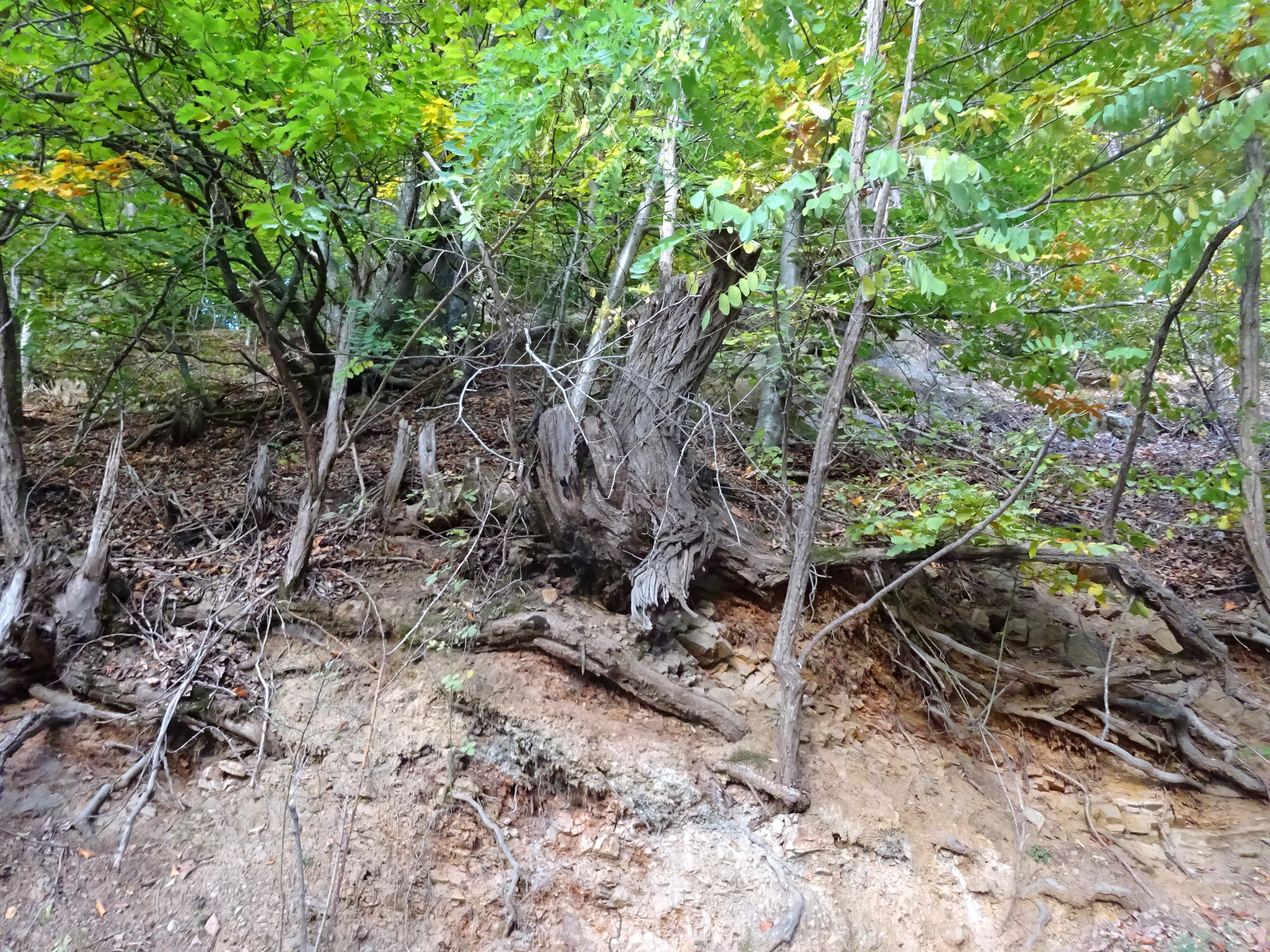
Drumul Cacova Ierii-Valea Vadului trece prin pădure
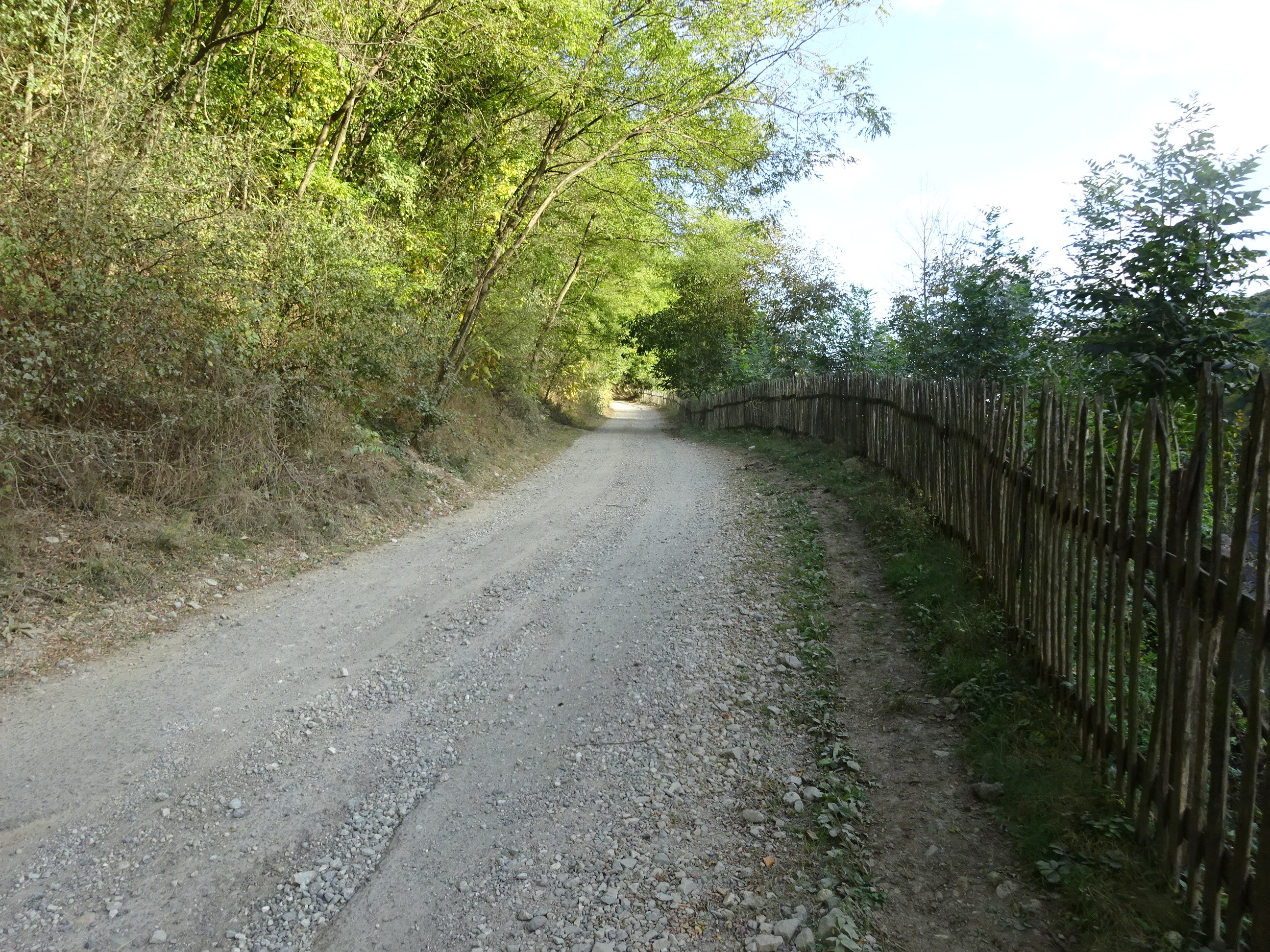
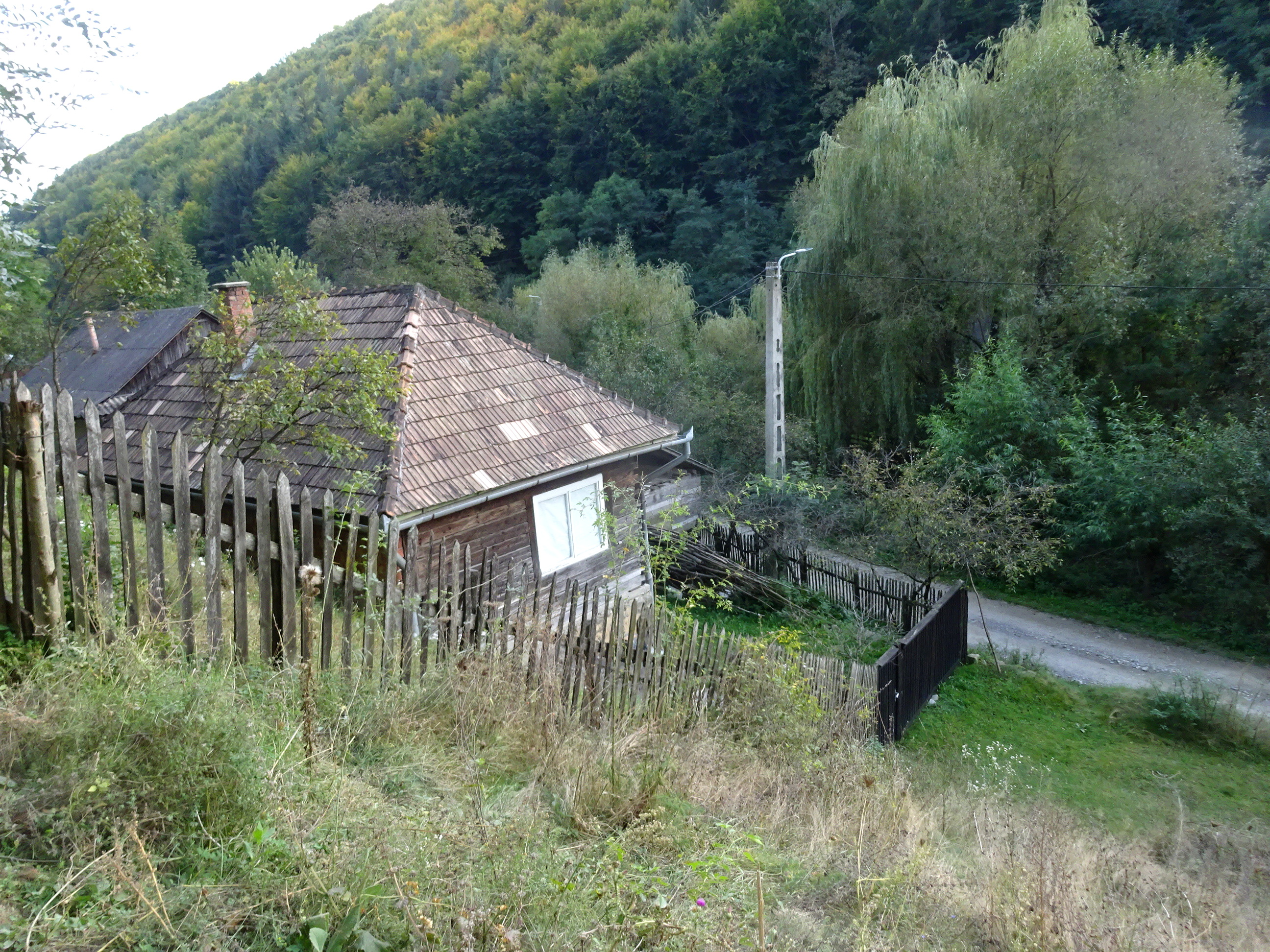
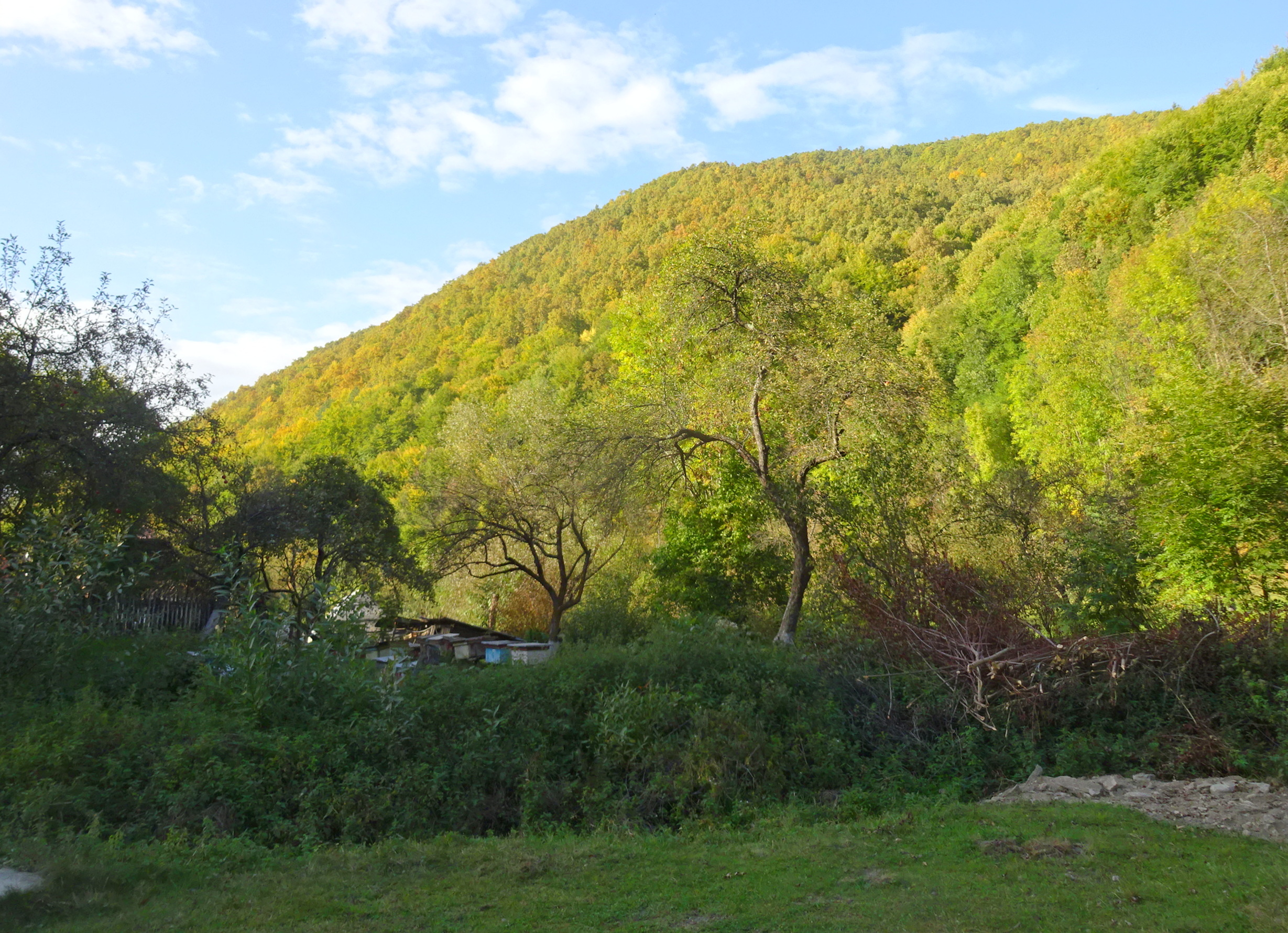
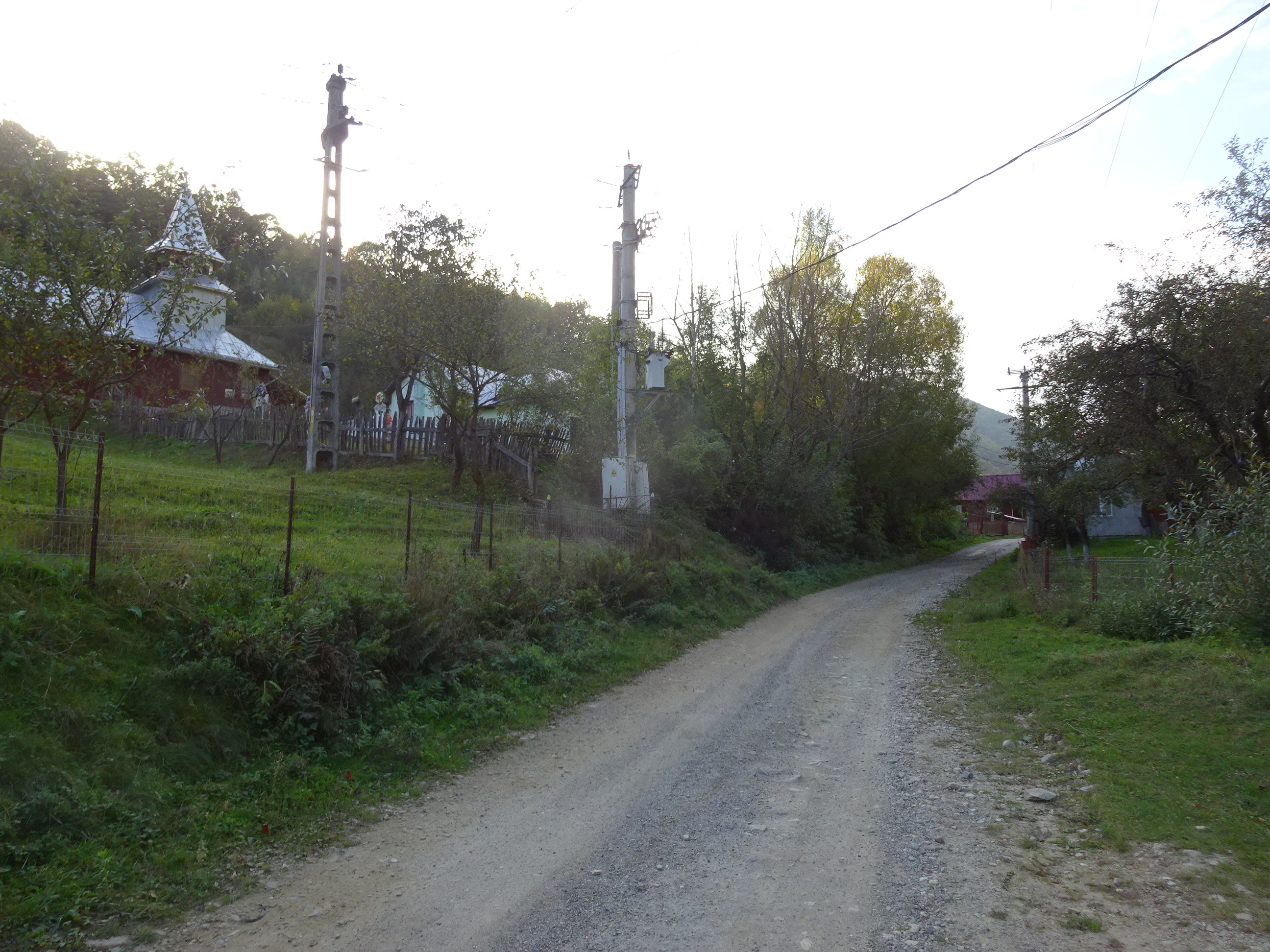
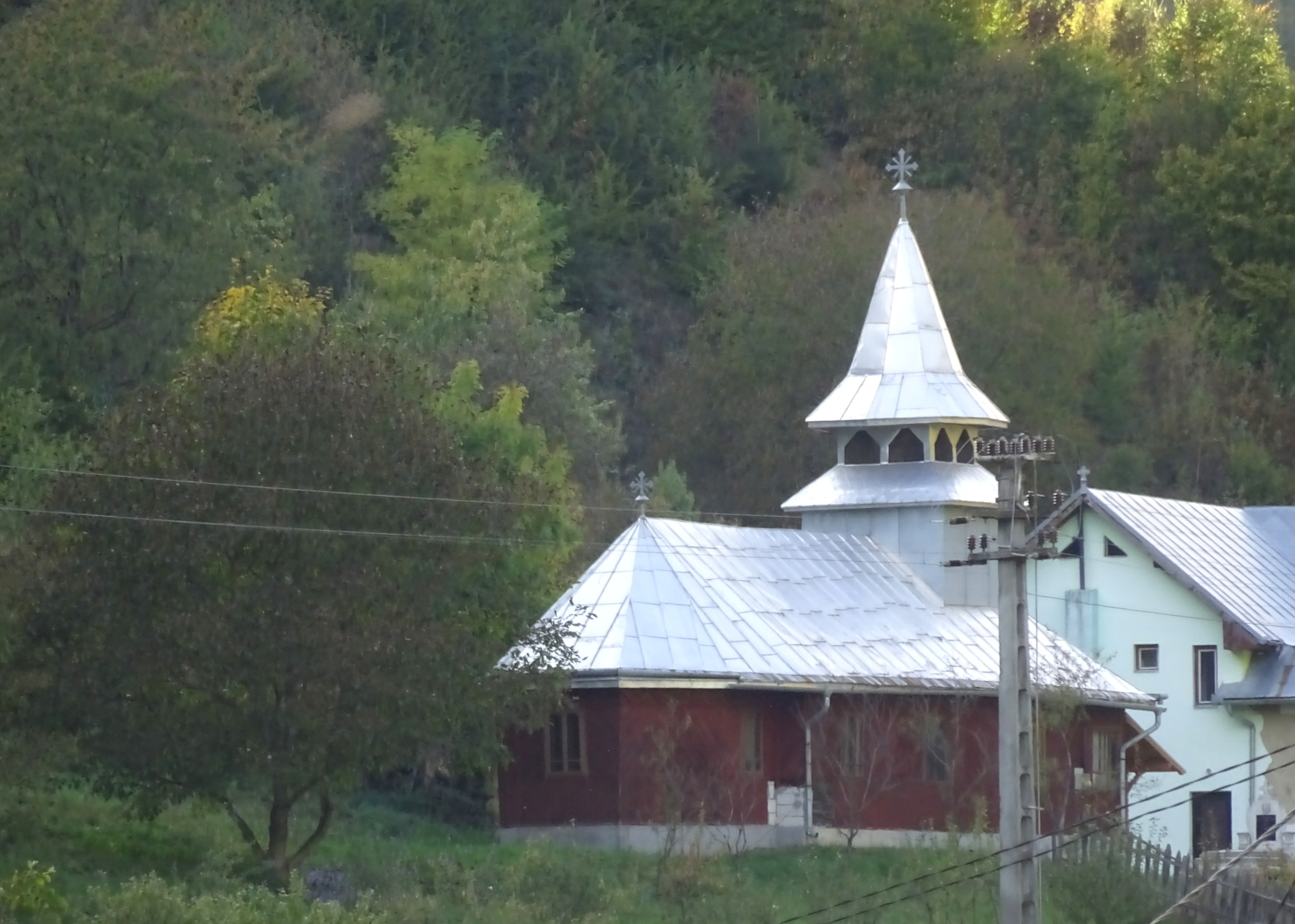
Biserica de lemn cu hramul „Sfinții Apostoli Petru și Pavel”; piatra de temelie a bisericii a fost așezată în anul 1993
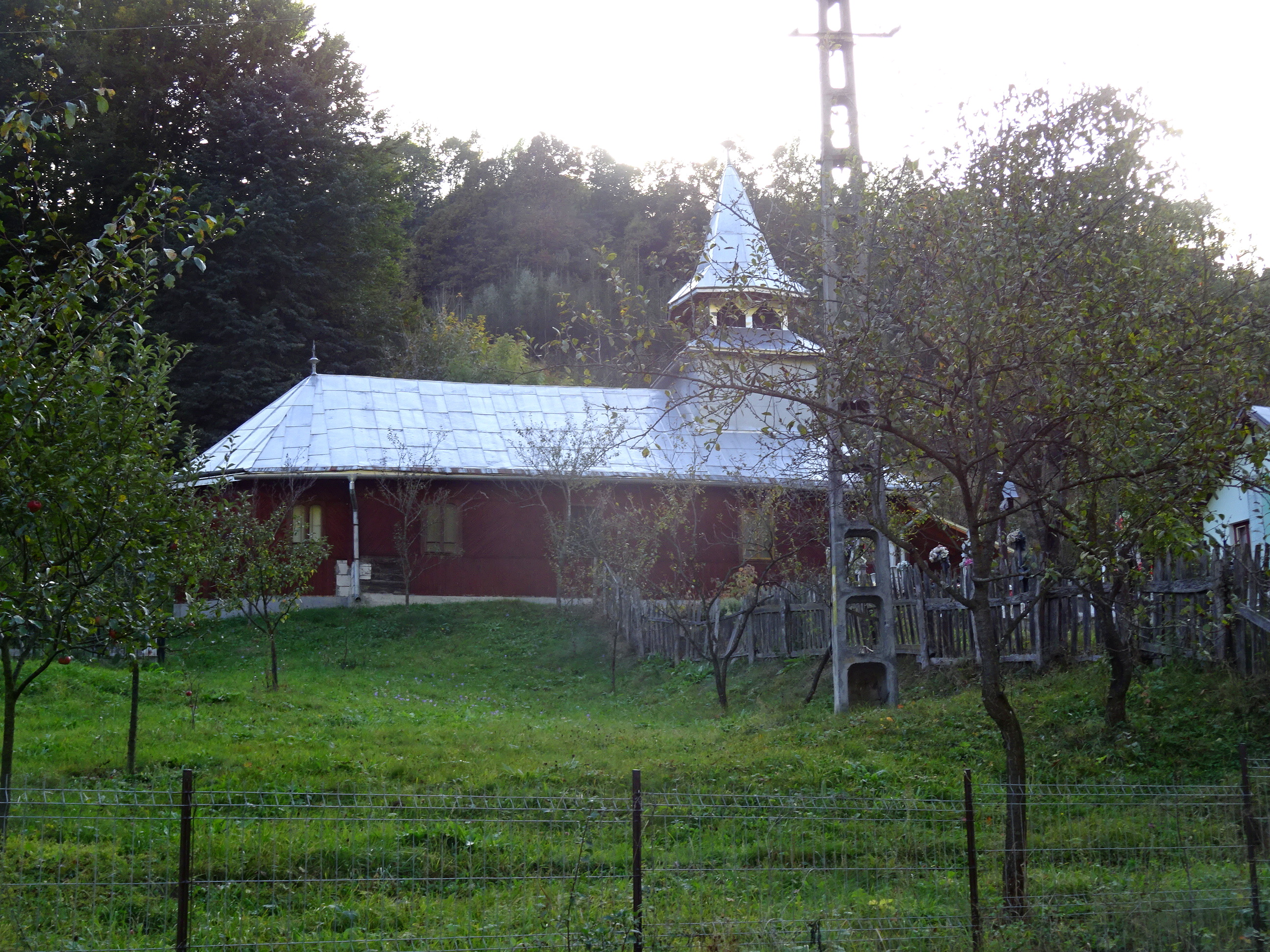
Lucrările de construcție au avut loc sub îndrumarea părintelui Vasile Arion din Cacova și a meșterului Ilea Ioan
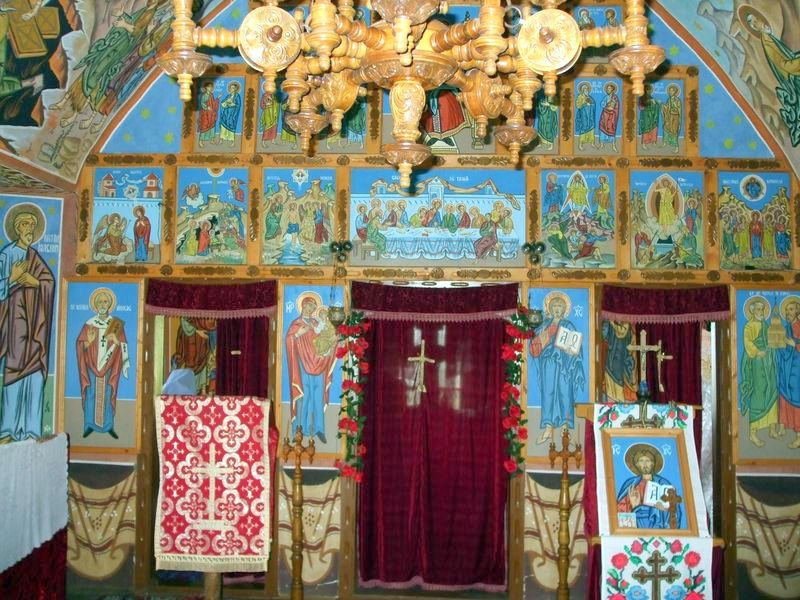
Pictura în tehnica tempera a fost realizată de pictorul Ioan Mureșan din Cluj-Napoca
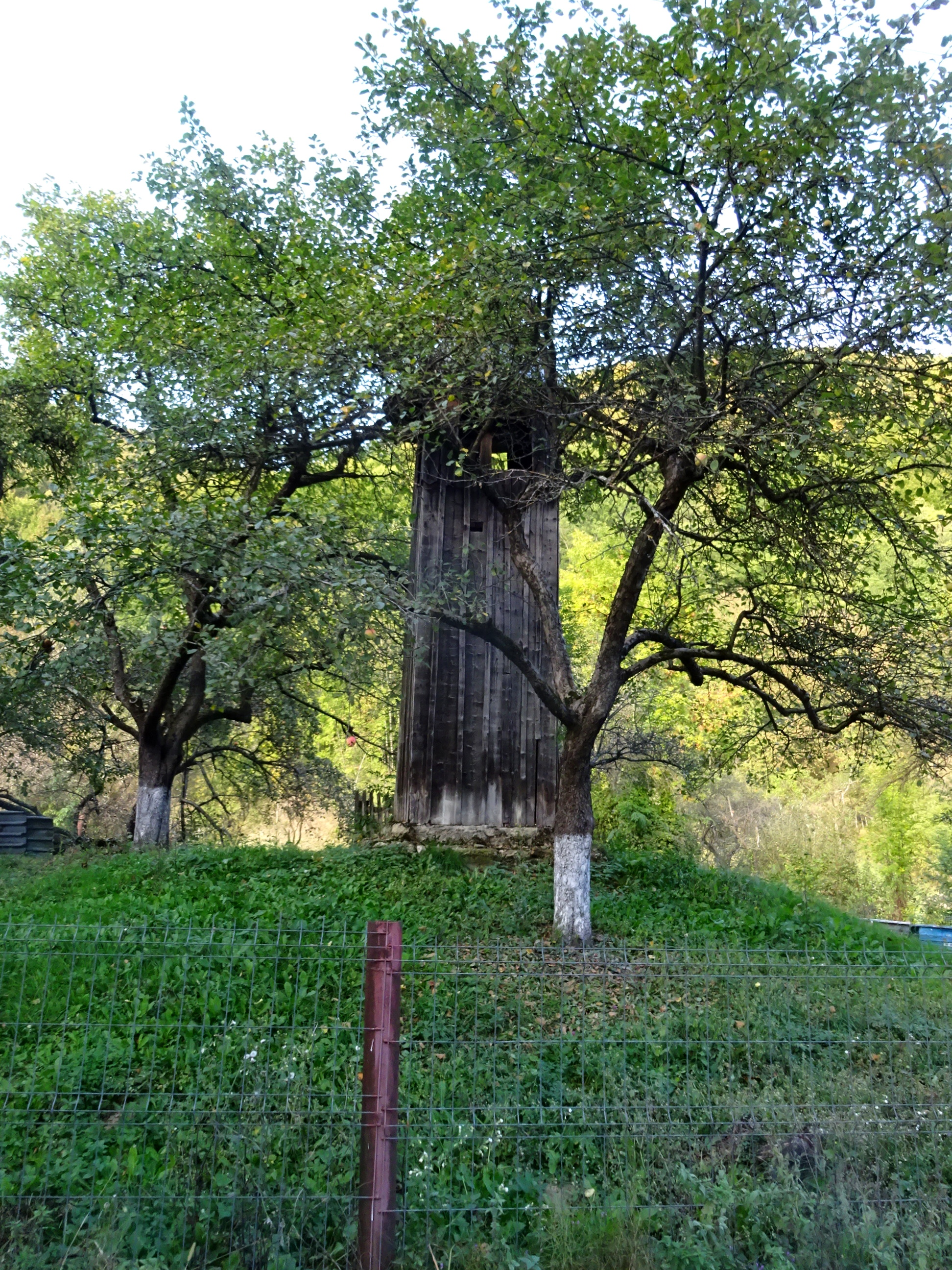
Înainte de construcția bisericii actuale în satul Valea Vadului nu a existat decât o clopotniță
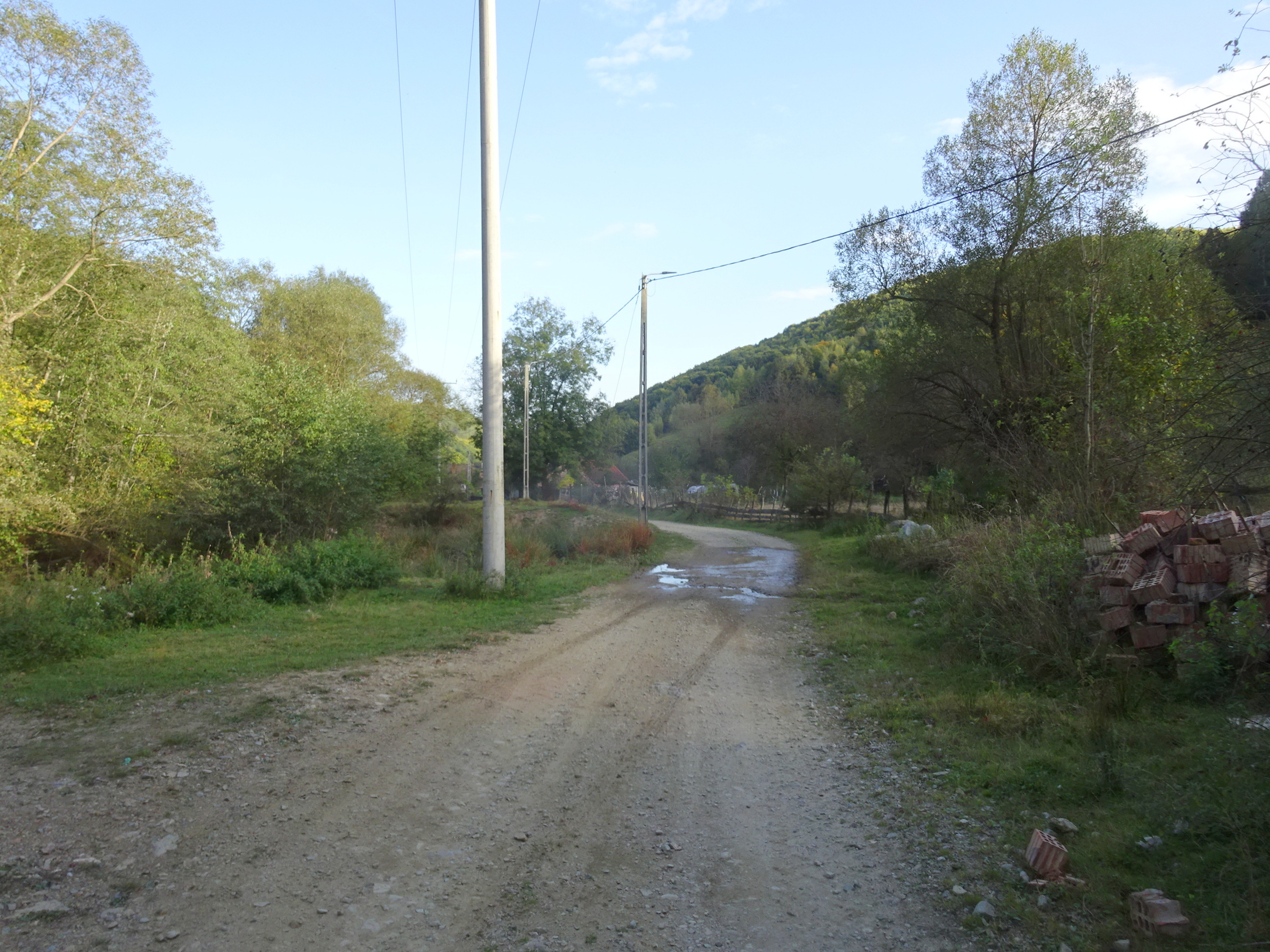
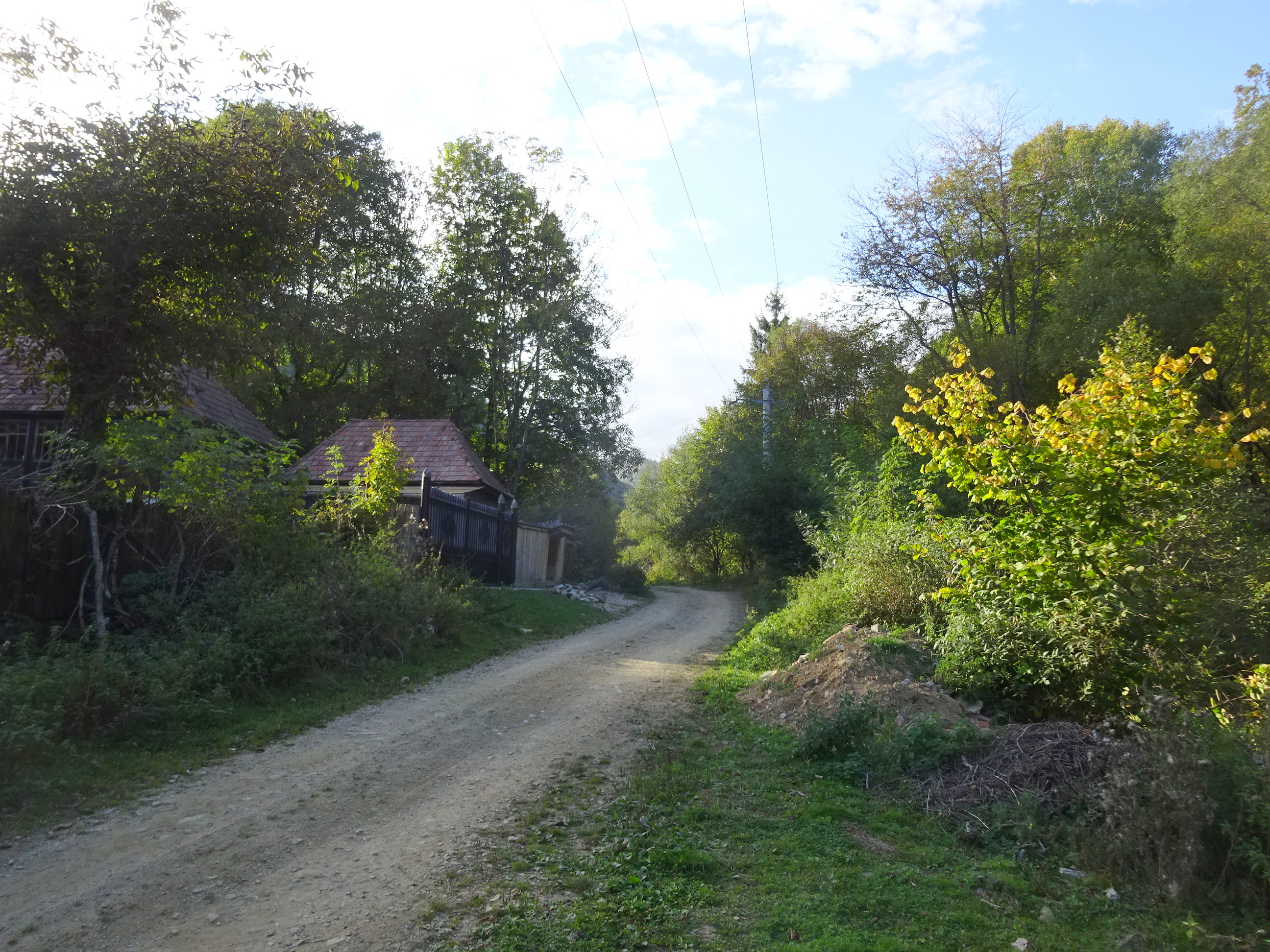
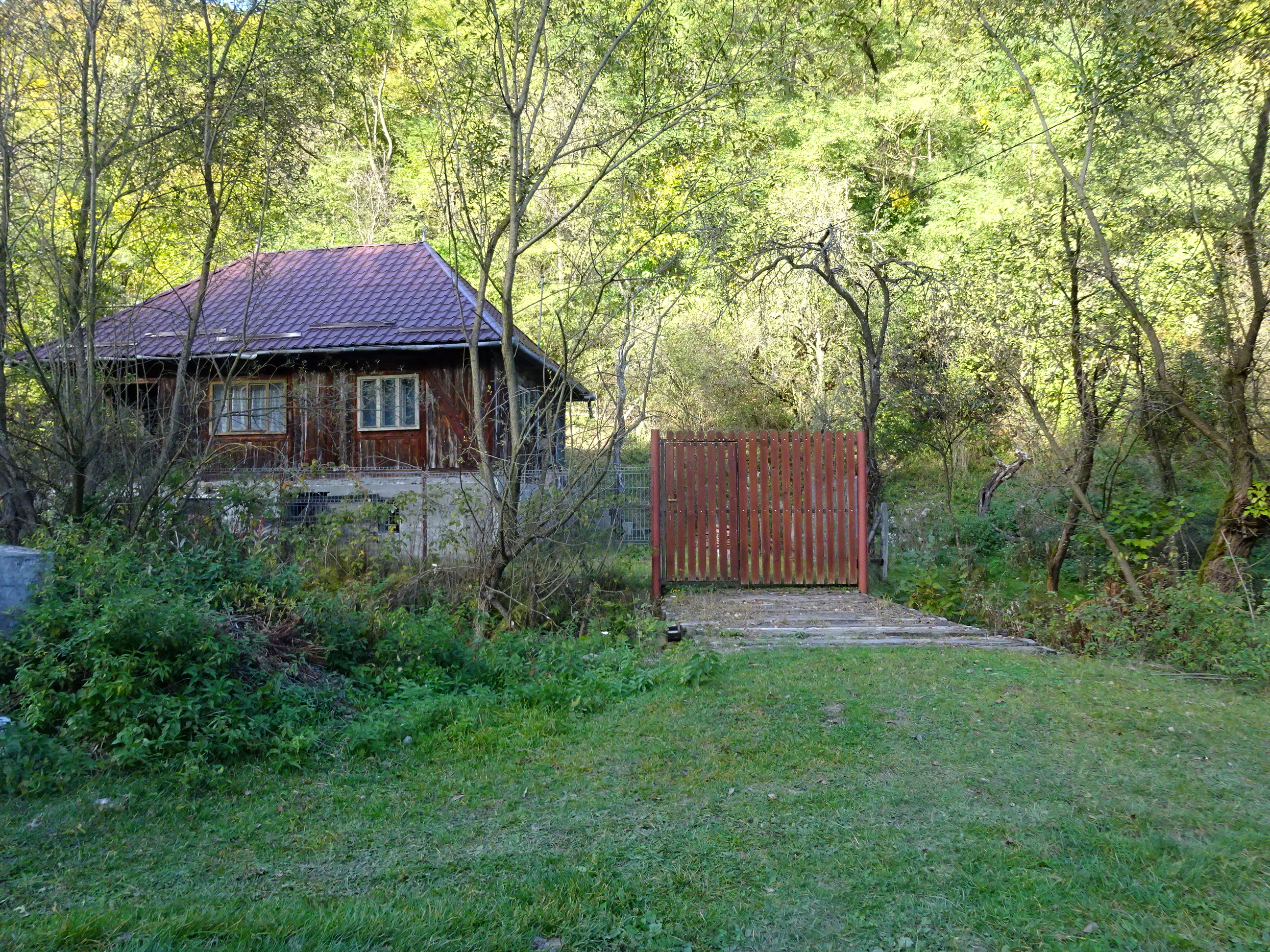
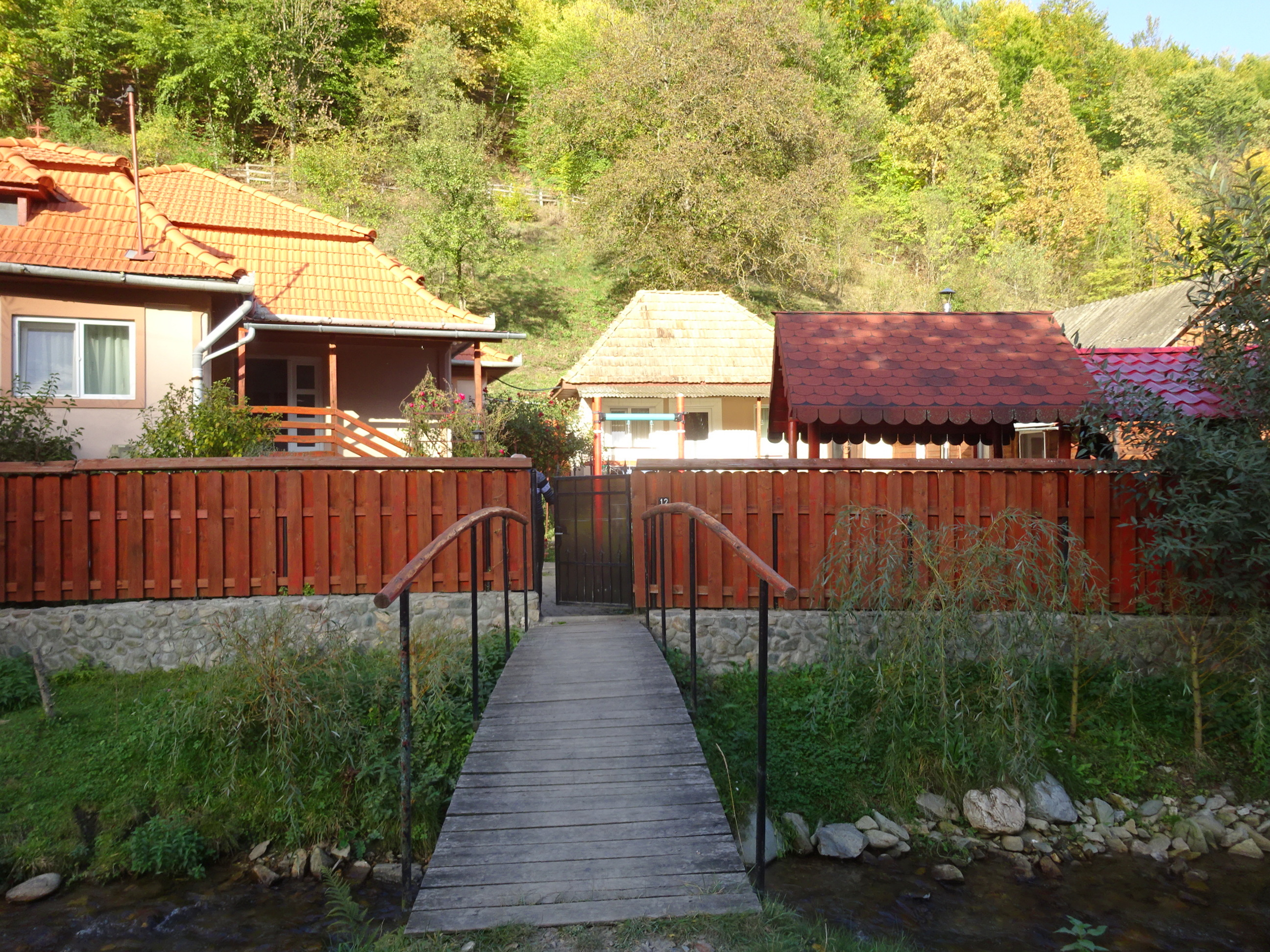